# Над јазером
Над јазером (слч. Nad jazerom) је градска четврт Кошица, у округу Кошице IV, у Кошичком крају, Словачка Република.

## Становништво
Према подацима о броју становника из 2011. године градско насеље је имало 25.679 становника.